# ヒイロ・ユイ
ヒイロ・ユイは、アニメ『新機動戦記ガンダムW』に登場する架空の人物。主人公の一人のコード・ネーム。あるいは、そのコード・ネームの元となった同作品中で“伝説の指導者”とされる人物の名前。そちらに関しては「新機動戦記ガンダムWの登場人物#指導者ヒイロ・ユイ」を参照。本項目では、作品の主人公を務めた前者についての記述となる。声優は緑川光が担当。

## 人物
- 年齢：15歳[2]
- 人種：日系人
- 出身地：L1コロニー
- 身長：156センチメートル[3]
- 体重：45キログラム
- 瞳：プルシアンブルー
- 髪：ダークブラウン、もしくはモスグリーン[4]

幼少期から工作員としての英才教育を叩きこまれて育った少年。その鍛えられた身体能力は常人を遥かに凌ぐ。劇中ではフェンシングや乗馬を披露したり、156cmの身長でダンクシュートを片手で決めたりしている。崖の上の50階の高層ビルから身投げしても片足の軽い骨折程度で済んだ上、その骨折さえも力づくで骨を繋げて直した。銃弾を避け、鉄格子を素手で折り曲げ、分厚い鉄骨を素手で折り、反応速度はスーパーコンピュータでも計測不能。ウイングガンダムの自爆に巻き込まれても、致命傷を負いながらも生還するなど、その能力の高さは多岐に渡る。更には、搭乗者の精神を崩壊させる危険性すらある「ゼロシステム」を使いこなす強靭な精神力も持つ。モビルスーツの操縦技術も高く、数々のMSを乗りこなしリーオーに搭乗していた際には、圧倒的な性能差があるアルトロンガンダムに善戦している（小説では、対峙した五飛も、その技術力と反応速度に驚きを示した）。
服装は潜入操作や任務などで様々な服を着ているが、基本的な私服はタンクトップにハーフパンツと質素なもの。『Endless Waltz』ではジーンズに変わっており、タンクトップの上にジャケットを着ているが、コックピット内ではジャケットは脱いでいる。
コードネーム「ヒイロ・ユイ」の名前の由来は、かつてコロニーの自治独立を提唱し志半ばで凶弾に倒れた指導者ヒイロ・ユイに因んだものである。
クールで無口ではあるが、動揺し取り乱す場面や、感情的な行動も多々見られる。また物語が進むにつれ、表面上は解りにくいものの、本来持っていた優しさや思いやりを見せるようになった。詰めが甘い部分と、冷静で的確な判断力を併せ持ち、任務の障害になると判断した者は、かつての恩人や味方ですら殺そうとすることが何度かあった。しかしヒイロが「殺す」と断言した人物は、結果的に誰も死んでいない。正義感などは全く持ち合わせておらず、あくまで感情のままに（無意識的にともされる）行動を取っているとされる。
ヒイロの名前の由来はコナン・ドイルの著書『緋色の研究』から、韻は「アムロ・レイ」を踏んでいる。ユイは唯一の「唯」から。モチーフは、監督の池田曰く「矢吹ジョーの性格の演技の上手い内田有紀」。

## 劇中での活躍

### 新機動戦記ガンダムW
幼少時には名前も身元も不明でアディン・ロウという男に拾われ、生きる術を教え込まれ共にゲリラ活動を行っていたが、8歳のときにアディンと死別する。アディンから教えられた「感情のままに生きること」は以後、ヒイロの行動原理となる。ヒイロを見込んだドクターJに声をかけられ、ガンダムに乗ることを承諾したのもその行動原理によるものであった。ノベルズ版（角川スニーカー文庫）では、3歳の時に両親を失い、その後ドクターJに拾われナンバーで呼ばれ、工作員として教育を受けたという設定になっている。
ドクターJの下で破壊工作とウイングガンダムのパイロットとしての訓練を積む。AC（アフターコロニー）195年、オペレーション・メテオが発動され、OZ殲滅のためウイングガンダムで地球に降下する。降下直前、彼に直接指令を与えるドクターJにOZへの復讐の意味もこめて、指導者「ヒイロ・ユイ」の名をコードネームとして与えられる。
シャトルに偽装したウイングガンダムで大気圏突入中にゼクス・マーキス指揮下のOZモビルスーツ部隊と遭遇、二機を撃破したがゼクスの巧みな戦術により相打ちとなり、ウイングガンダムは海に水没する。ヒイロは脱出し、海岸でリリーナ・ドーリアンと初めて出会う。気絶していたところを民間人であるリリーナに顔を見られたヒイロは、秘密保持のため自決しようとしたが、アストロスーツの自爆装置が故障していたため失敗し、リリーナの呼んだ救急車を強奪して逃走する。
目撃者であるリリーナを抹殺するため、彼女のいる聖ガブリエル学園に編入。ヒイロに興味を持ったリリーナから誕生パーティの招待状を渡されるも、目の前で招待状を破き、耳元で「お前を殺す」と宣言する。同時に学園を拠点にして、海中に沈んだウイングガンダムをOZに回収される前に破壊しようと動く。その現場で、ガンダムデスサイズのパイロット、デュオ・マックスウェル、リリーナと鉢合わせる。リリーナの殺害をデュオに阻止されると、サルベージされたウイングガンダムに魚雷を叩き込み、自分は海面にたたきつけられ、リリーナによって地球圏統一連合軍の医療施設に収容される。
「何者にも察知されずOZに破壊工作を行う」という任務に失敗した、と自ら判断したヒイロは、自分の存在がコロニーへの攻撃の材料になるのを防ぐため、統一連合の施設からの脱出の際にも自決を試みようとするが、その時にもリリーナの叫びで思い留まってしまう。完璧に訓練されたはずの自分がリリーナにペースを乱されていることに戸惑い、リリーナが戦闘に巻き込まれたときは思わず彼女を庇ってしまうなど、とうとう彼女を殺せずじまいであった。
聖ガブリエル学園を去った後は、OZの流した偽情報に惑わされニューエドワーズの地球圏統一連合の軍縮会議を襲撃し、コロニーとの和平推進派ノベンタ元帥の乗るシャトルを撃墜してしまう。またシベリアでのトーラス輸送襲撃作戦では、トールギスに乗るゼクスと再戦するも、レディ・アンにコロニーを盾に取られてしまう。レディ・アンの脅しに対し、ドクターJは「降伏はする。しかしガンダムは渡せん。」と返答し、これに応じる形でヒイロは躊躇なく自分が乗ったままのガンダムを自爆させるが、一命を取り留める。
トロワ・バートンが隠れ蓑にしているサーカス団で傷を癒すと、ノベンタ元帥の親族に謝罪するための旅に出る。その後ルクレツィア・ノインの手引きで、南極でゼクスと再会。シベリアでの戦いの続きを一対一で行うというゼクスの申し出を受け、ゼクスによって修復されたウイングガンダムではなくトロワのガンダムヘビーアームズを借りて決闘に挑む。決闘の最中リリーナが割って入り、OZの追討部隊も介入したためトロワと共にその場を去る。
ガンダムを地球に捨てて宇宙に上がると、デュオの名前を勝手に使って学生になりすまし潜伏した。その入学の挨拶では、武装化と戦争に向かうコロニーへの思いをアドリブで語り続け、途中で教師に止められていた。当のデュオ本人は、OZに捕まり反乱分子の象徴として公開処刑されようとしており、そのデュオを暗殺するためOZの基地に潜入するが、結局デュオと共に脱出する。
科学者抹殺の為に潜入した月面基地でトロワに捕まり、ドクターJたちが開発したモビルスーツ、メリクリウスのテストパイロットになる。ヴァイエイトのパイロットとなったトロワと共に任務を与えられ、サンクキングダム大使「ミリアルド・ピースクラフト」として宇宙に上がったゼクスと一戦交えた後、彼をレディ・アンのところへ連れていく。そしてウイングガンダムゼロのカトルと対峙し、トロワが犠牲になりながらも、カトルの暴走を食い止める。ウイングゼロとの戦闘で力尽きたところをカトルと共にOZに拘束され、トラント特尉によってウイングゼロの実験に協力させられる。ゼロのシステムに“自分の命を弄ぶ敵”として5人の科学者の姿を見せられヒイロは暴走するが、その前に立ちはだかったカトルの説得で暴走を止め、気絶する寸前にリリーナのイメージを見る。
カトルと共に再び地球に降りたが、戦うことしか知らないヒイロはOZ主流派に反対するトレーズ派に傭兵として加わり、コードネーム「レッド・ワン」として無軌道に戦い続ける。そんなヒイロに、カトルは難民の噂に聞いたサンクキングダムに行こうと呼びかける。戦争を拒否して細々と国家を運営するサンクキングダムに身を寄せたヒイロは、その統治者となったリリーナと再会する。
戦乱の世の中で力なくして平和主義を貫こうとするリリーナの理想に疑問を呈しながらも、モビルドールで世界を蹂躙しようとするロームフェラ財団に抵抗する兵士達がサンクキングダムに寄せる信望や、世界中の平和主義者の子女がサンクキングダムに集まっている状況を見て、人心がその理念を求めつつあるのを実感する。ヒイロはリリーナの依頼を受け、カトルやノイン達と共に無防備すぎるサンクキングダムの盾となることを決める。
しかし、今の自分の戦いを「惨めで、無駄な抵抗」と考えるヒイロは、リリーナに「自分に黙って去るな」と言われていたものの、意義もないままなおも戦いを求め、危険な戦場であるトレーズ派の最後の砦・ルクセンブルクに行ってしまう。そして、その激戦で窮地に陥ったところを回線でトレーズに呼びかけられ、戦士としての自分を問い直してみるように、と古城に隠されたガンダムエピオンを託される。
世界の支持を集めはじめるサンクキンダムの平和思想を危険視したOZの母体であるロームフェラ財団は、反乱分子やゲリラをかくまっているという口実でサンクキンダムへの侵攻を開始する。戦闘が激化して攻撃が市街地に及ぶと、エピオンのゼロシステムでリリーナがビームで蒸発するビジョンを見てしまい、暴走する。カトルやノイン達の奮闘もむなしくサンクキングダムは崩壊するが、暴走を続けるヒイロはウイングゼロで遅ればせながら到着したゼクスと4度目の対決に挑む。互いに機体のシステムに翻弄されて決着はつかず、二人は機体を交換してサンクキングダムを後にする。
それからも単独でOZに戦いを挑み続けていたが、リリーナがロームフェラ財団の代表に就任したことを聞き、彼女が財団の傀儡として利用されるだけだと判断し暗殺を試みる。財団の議事堂に潜入しリリーナに銃口を向けるが、彼女の地球と宇宙の和解という理想が財団全体の支持をも受ける本物であると確認し、殺すことを止めリリーナに期待を寄せた。その後、ヘビーアームズを発見したサリィ・ポゥと共に宇宙に上がり、最初に再会した張五飛と共に、ピースミリオンに合流、他のガンダムパイロット達と共にゼクスが率いるホワイトファングと戦う。
この頃になると、これまで通りの冷徹な言動の中にも他者を思いやるようなところが見られるようになった。また排他的な考え方から、情勢全体を見極められる様にも。リーブラに軟禁されたリリーナを救出するため単身潜入し、そこでも彼女への思いやりや尊敬が感じられるような言葉を向けている。そしてゼクスとトレーズを倒して戦争を終わらせることが自分がリリーナにしてやれる唯一のことだという言葉を残して、ゼクスとの最終決戦に挑む。
ヒイロとゼクスの戦闘は世界中に中継され、人々に戦争の虚しさを伝える。ヒイロはゼクスに自分達も含めて「人類全てが弱者」だと言い、ゼクスは「まだ自分を弱者と認るわけにはいかない」と言い残し、リーブラの動力炉を爆破して姿を消す。ヒイロは地球に落下するリーブラの破片を狙撃、これを撃破し、地球を核の冬から守る。
エピローグでは、外務次官として多忙な日々を送るリリーナの誕生日に、シャトルの作業員に扮して彼女の乗るシャトルの座席にクマのぬいぐるみとメッセージカードを残す。それに気付いたリリーナに声を掛けられ、メッセージカードを破かれた後、「今度はちゃんと手渡しなさい」と言われた所で物語の幕は閉じる。

### 新機動戦記ガンダムW Endless Waltz
この作品では、彼の過去の記憶が明らかになる。
かつて地球圏統一連合軍の施設破壊のために潜入したコロニーで、子犬を連れた一人の少女と出会う。この頃はまだ本来の優しさが表面に出ていたのか、無邪気な少女の話し相手になり、じゃれついてくる子犬にも優しげな表情を見せていた。しかし自身のミスにより民間施設に誘爆を引き起こしその少女と子犬を死なせてしまい、雪の降る中、少女にもらった花とともに子犬を土に埋める。この出来事は彼の心の底にトラウマとして残っていた（ただしTV版第一話で敵兵士を殺し高笑いするシーンがある）。劇中でも対峙する五飛に、いつまでそのような悲劇を繰り返さなくてはならないのかと問いかけている。
マリーメイア軍に拉致されたリリーナを救出すべく、デュオと共にコロニーL-3 X-18999に潜入。乗っ取った宇宙用リーオーで戦闘中に、アルトロンガンダムを駆る五飛と再会する。ヒイロは五飛に「ガンダムの自爆スイッチを押せ」と呼びかけるが、それを聞き入れず猛攻をかける五飛の前に防戦一方で、同じくコロニー落としを防ぐためにマリーメイア軍に潜入していたトロワの機転で辛くも振り切ることができた。その後トロワと合流し、X-18999落下阻止に成功する。
X-18999を脱出した後、カトルによって回収されたウイングゼロを宇宙空間で受け取り、成層圏でアルトロンと激戦を繰り広げながらブリュッセルへ向かう。五飛の攻撃を受けながらヒイロは、自分達が戦い続ければかつて出会った少女のような戦争の犠牲が無駄になり、悲惨な歴史がいつまでも繰り返されると語りかける。その言葉は五飛に、自分の故郷の悲劇を思い起こさせる。「あと何人殺せばいい」という自分の問いかけに答えを出せないまま、ヒイロはウイングゼロごと海底に沈むが、マリーメイアを撃ち、決着をつけるために再びゼロを起動させ、最後の出撃に出る。
ヒイロは大統領府を破壊しようとしたが、最後の最後で子犬を連れた少女を思い出し、ツインバスターライフルによるシェルター破壊に留める。大破したウイングゼロから脱出して大統領府に潜入し、マリーメイア・クシュリナーダを銃弾の入っていない拳銃で撃つ。マリーメイアを撃ったのを最後に「もう誰も殺さなくてすむ」と言いながらヒイロは力尽き、リリーナの腕の中で眠る。
その後、自らの役目が終わったことを悟ったヒイロは、リリーナの演説を聞いた後に、街の中へと消えた。
後日談である『PREVENTER・5』（漫画『EPISODE ZERO』収録）でも行方不明となっており、リリーナ達が人質に取られた事件ではサリィがいくら探しても見つからなかったが、結局自分からプリベンターへ合流、救出作戦に参加する。

### 新機動戦記ガンダムW Frozen Teardrop
『Endless Waltz』より数十年の間、冷凍睡眠に入っていたが、ある任務のために少年の容姿のまま目覚めた。
火星南北戦争後、ヒイロは自らのコードネームである「ヒイロ・ユイ」を捨てただの少年に戻る決意をする。リリーナにプロポーズを意味する手紙を渡し、二人は婚姻する。

## 他作品での出演
『機動戦士ガンダム EXTREME VS.』
CVは緑川が担当。

## 搭乗機
主な搭乗機
- XXXG-01W ウイングガンダム(テレビアニメ版)
  - XXXG-01W ウイングガンダム(EW版)

- XXXG-00W0 ウイングガンダムゼロ(テレビアニメ版)
  - XXXG-00W0 ウイングガンダムプロトゼロ(敗者たちの栄光)
  - XXXG-00W0 ウイングガンダムゼロ(EW版)
  - 白雪姫(スノーホワイト)

その他の搭乗機
- XXXG-01H ガンダムヘビーアームズ(テレビアニメ版)
  - XXXG-01H ガンダムヘビーアームズ（EW版）(敗者たちの栄光)

- OZ-13MSX2 メリクリウス
- OZ-13MS ガンダムエピオン(テレビアニメ版)
  - OZ-13MS ガンダムエピオン(EW版)(敗者たちの栄光)

- OZ-06MS リーオー

## 評価
『愛と戦いのロボット 完全保存版』で発表されたアンケート「みんなで選ぶロボットアニメーションベスト100」では、「一番カッコイイヒーローは？」で第8位にランクインした。